# Greatest Hits (Take That)
| Recensione      | Giudizio |
| --------------- | -------- |
| All Music Guide |          |

Greatest Hits, anche conosciuto come Take That: Greatest Hits, è il primo greatest hits del gruppo musicale britannico Take That, pubblicato il 25 marzo 1996.

## Descrizione
La raccolta fu pubblicata dopo l'abbandono del gruppo da parte di Robbie Williams e dopo che, nel febbraio 1996, il gruppo aveva annunciato il suo scioglimento, poi rivelatosi essere solo temporaneo.
La pubblicazione dell'album fu ritardata a causa di un'istanza presentata da Robbie Williams contro la RCA Records, accusata di aver voluto ostacolare la sua carriera da solista. Tuttavia, l'istanza fu ritirata dopo il raggiungimento di un accordo tra l'etichetta discografica ed i legali del cantante.
Tra le canzoni presenti nel disco è incluso How Deep Is Your Love, una cover del brano dei Bee Gees realizzata per l'occasione.

## Tracce
1. How Deep Is Your Love – 3:41 (Barry Gibb, Maurice Gibb, Robin Gibb)
2. Never Forget – 6:24 (Gary Barlow)
3. Back for Good – 4:01 (Gary Barlow)
4. Sure – 3:40 (Gary Barlow, Mark Owen, Robbie Williams)
5. Love Ain't Here Anymore – 3:49 (Gary Barlow)
6. Everything Changes – 3:33 (Cary Baylis, Eliot Kennedy , Mike Ward)
7. Babe – 4:54 (Gary Barlow)
8. Relight My Fire – 4:09 (Dan Hartman)
9. Pray – 3:43 (Gary Barlow)
10. Why Can't I Wake Up with You – 3:37 (Gary Barlow)
11. Could It Be Magic (Radio Rapino Version) – 3:29 (Adrienne Anderson , Barry Manilow)
12. A Million Love Songs – 3:53 (Gary Barlow)
13. I Found Heaven – 4:02 (Billy Griffin, Ian Levine)
14. It Only Takes a Minute – 3:46 (Bob Potter, Dennis Lambert)
15. Once You've Tasted Love – 3:43 (Gary Barlow)
16. Promises – 3:34 (Gary Barlow, Graham Stack)
17. Do What You Like – 3:07 (Ray Hedges)
18. Love Ain't Here Anymore (US Version) – 4:07 (Gary Barlow)

## Classifiche

### Classifiche settimanali
| Classifica (1996) | Posizione massima |
| ----------------- | ----------------- |
| Australia         | 10                |
| Austria           | 1                 |
| Belgio (Fiandre)  | 2                 |
| Belgio (Vallonia) | 4                 |
| Canada            | 38                |
| Danimarca         | 1                 |
| Europa            | 1                 |
| Finlandia         | 6                 |
| Germania          | 1                 |
| Giappone          | 12                |
| Irlanda           | 1                 |
| Italia            | 1                 |
| Norvegia          | 6                 |
| Paesi Bassi       | 1                 |
| Portogallo        | 3                 |
| Regno Unito       | 1                 |
| Spagna            | 1                 |
| Svezia            | 4                 |
| Svizzera          | 2                 |

### Classifiche di fine anno
| Classifica (1996) | Posizione |
| ----------------- | --------- |
| Austria           | 8         |
| Germania          | 15        |
| Paesi Bassi       | 17        |
| Regno Unito       | 10        |
| Svizzera          | 26        |

## Greatest Hits - The Video Collection
In parallelo alla raccolta è uscita una VHS contenente i videoclip del gruppo, chiamata Greatest Hits - The Video Collection.

### Tracce
1. How Deep Is Your Love – 3:41
2. Never Forget – 6:24
3. Back for Good – 4:01
4. Sure – 3:40
5. Love Ain't Here Anymore – 3:49
6. Everything Changes – 3:33
7. Babe – 4:54
8. Relight My Fire – 4:09
9. Pray – 3:43
10. Why Can't I Wake Up with You – 3:37
11. Could It Be Magic – 3:29
12. A Million Love Songs – 3:53
13. I Found Heaven – 4:02
14. It Only Takes a Minute – 3:46
15. Once You've Tasted Love – 3:43
16. Promises – 3:34
17. Do What You Like – 3:07
18. Love Ain't Here Anymore (US Version) – 4:07